# Onda J
L'onda J, o onda di Osborn (conosciuta anche come gobba di cammello, onda delta ritardata, onda K, onda H, onda ipotermica) è un'onda visibile all'elettrocardiogramma in caso di ipotermia grave: si accompagna ad un allungamento dell'intervallo P-R e ad uno slargmento del complesso QRS.
Viene di solito osservata nell'elettrocardiogramma di persone che soffrono di ipotermia, anche se si può vedere anche caso di ipercalcemia, danni cerebrali o angina vasospastica.
Le onde di Osborn sono deflessioni positive che avvengono nella giunzione tra il complesso QRS e il segmento ST, dove il punto S (o punto J) ha un'elevazione simile a quella dell'infarto miocardico acuto.
Queste onde furono descritte completamente nel 1955 da John J. Osborn e da lui presero il nome.